# Gaswerk Schlieren

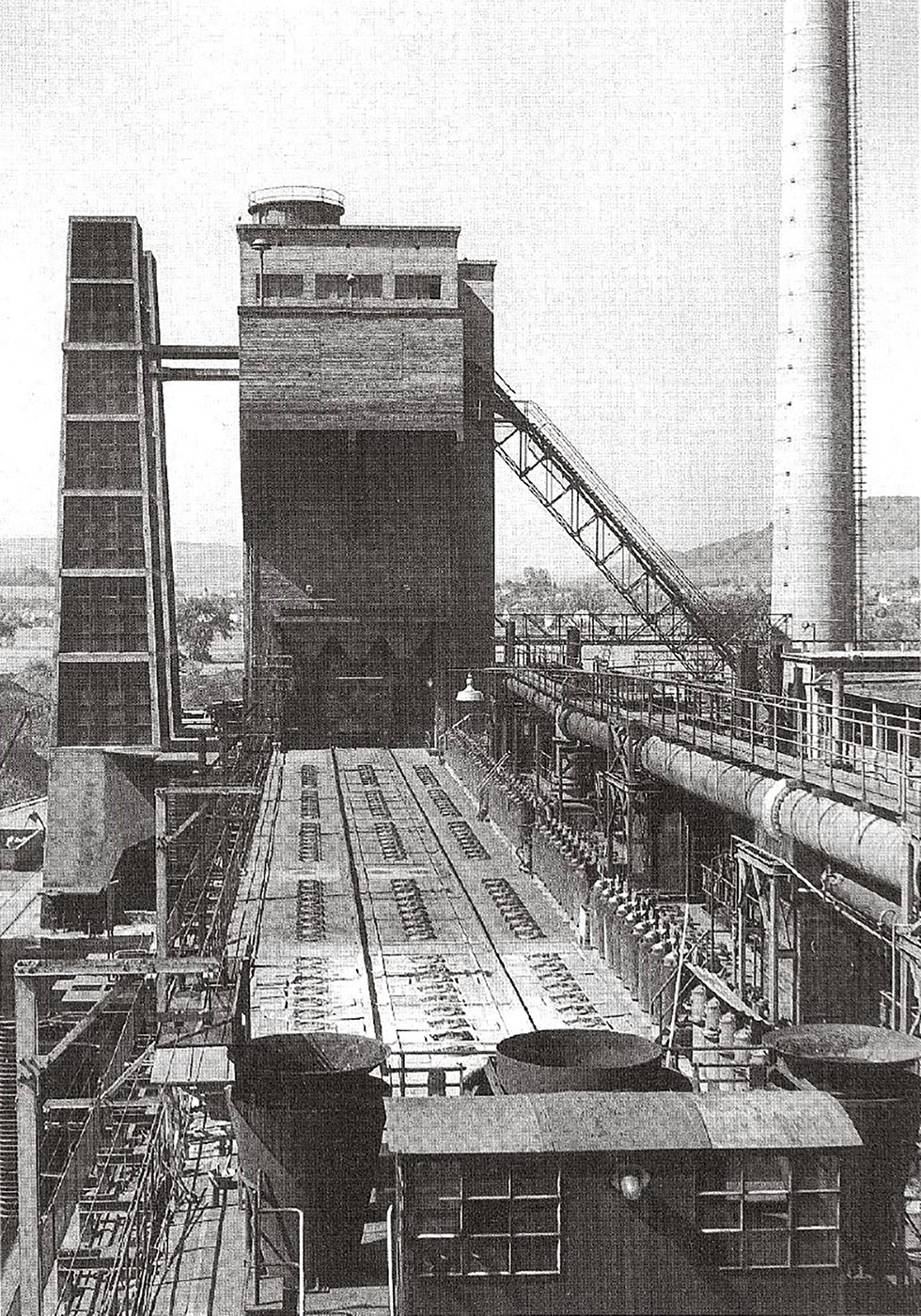
Gaswerk Schlieren, ca. 1970: Kammerofendecke mit Füllwagen, links Löschtürme, hinten Kohlensilo

Das Gaswerk Schlieren, auch Gaswerk der Stadt Zürich, abgekürzt GWZ, in Schlieren war das grösste Gaswerk der Schweiz. Es war von 1898 bis 1974 in Betrieb und versorgte die Stadt Zürich mit Stadtgas, bis die Umstellung auf Erdgas den Betrieb von Gaswerken in der Schweiz überflüssig machte. Das Gaswerk wurde an einem Standort ausserhalb der Stadt gebaut, um drei innerhalb der Stadtgrenzen liegende Gaswerke zu ersetzen. Ein Grossteil der historischen Betriebs- und Wohnbauten des Gaswerks Schlieren ist erhalten geblieben, einschliesslich einer der vier Gasometer. Diese Objekte sind als Zeugen der Schweizer Industriegeschichte von nationaler Bedeutung und stehen unter Denkmalschutz. Die lokale Bevölkerung nannte das Werk Gasi.

## Geschichte

### Gaswerk auf dem Platzspitz
Das erste Gaswerk in Zürich befand sich auf dem Platzspitz⊙ auf einem Areal, das später für das Landesmuseum genutzt wurde. Es nahm im Dezember 1856 den Betrieb als viertes Gaswerk der Schweiz auf, nachdem bereits die Städte Bern, Genf und Basel über Gaswerke verfügten. Betreiber war die Zürcher Aktiengesellschaft für Gasbeleuchtung, die von dem Konzessionär Ludwig August Riedinger aus Bayreuth zusammen mit lokalen Geldgebern gegründet wurde. Das Gas wurde durch Holzvergasung in Horizontalretortenöfen erzeugt und diente hauptsächlich zur Beleuchtung von privaten und städtischen Gaslaternen. Das Gaswerk verarbeitete zudem zeitweise Ölschiefer, bis dies vom Stadtrat 1864 unterbunden wurde.

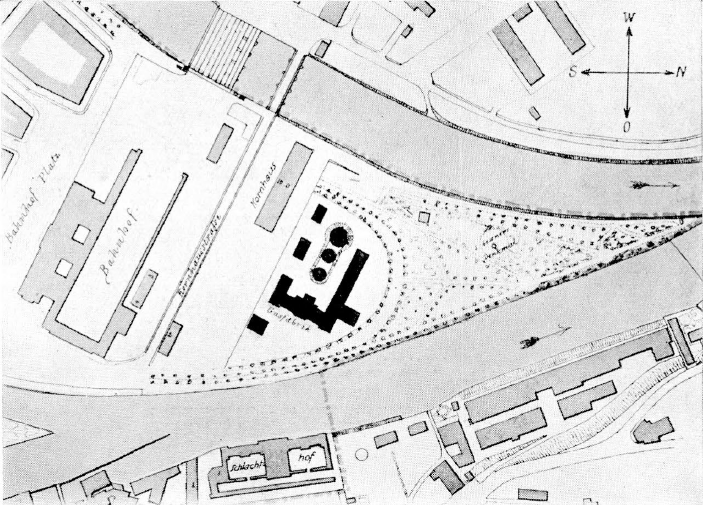
Gaswerk in der Platzpromenade

### Gaswerk im Industriequartier
Das Gaswerk auf dem Platzspitz wurde nach zehn Jahren Betrieb zu klein, weshalb ein neues Gaswerk im Industriequartier an der Limmatstrasse errichtet wurde, das 1867 den Betrieb aufnahm. Zusätzlich wurde 1873 ein kleineres Gaswerk in Riesbach an der Hornbachstrasse in Betrieb genommen. Mit dem neuen Gaswerk verbunden war auch die Umstellung von der Holzvergasung auf die Steinkohlevergasung.
1886 lief die dreissigjährige Konzession von Riedinger aus, wodurch die Stadt die Möglichkeit erhielt, das Gaswerk zu erwerben. Mit der Eingemeindung der Enge gelangte ein drittes Gaswerk in den Besitz der Stadt. Insgesamt konnten alle drei Gaswerke täglich zwischen 34'000 und 39'000 Kubikmeter Gas produzieren.

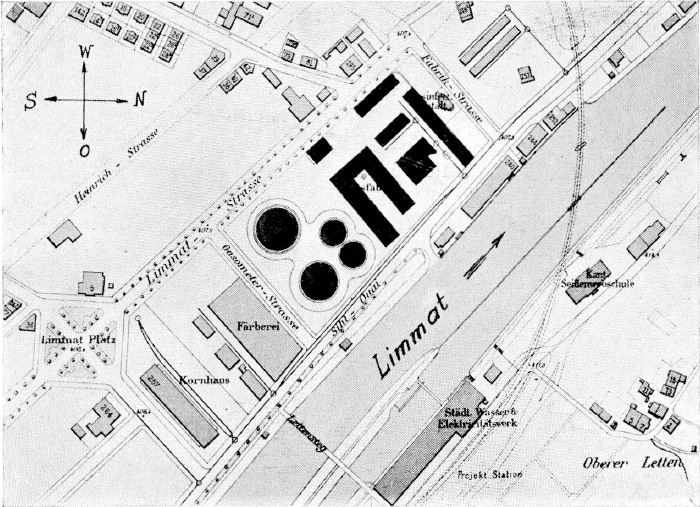
Situationsplan des Gaswerks an der Limmatstrasse

### Neubau in Schlieren

Gaswerk in den 1900er Jahren

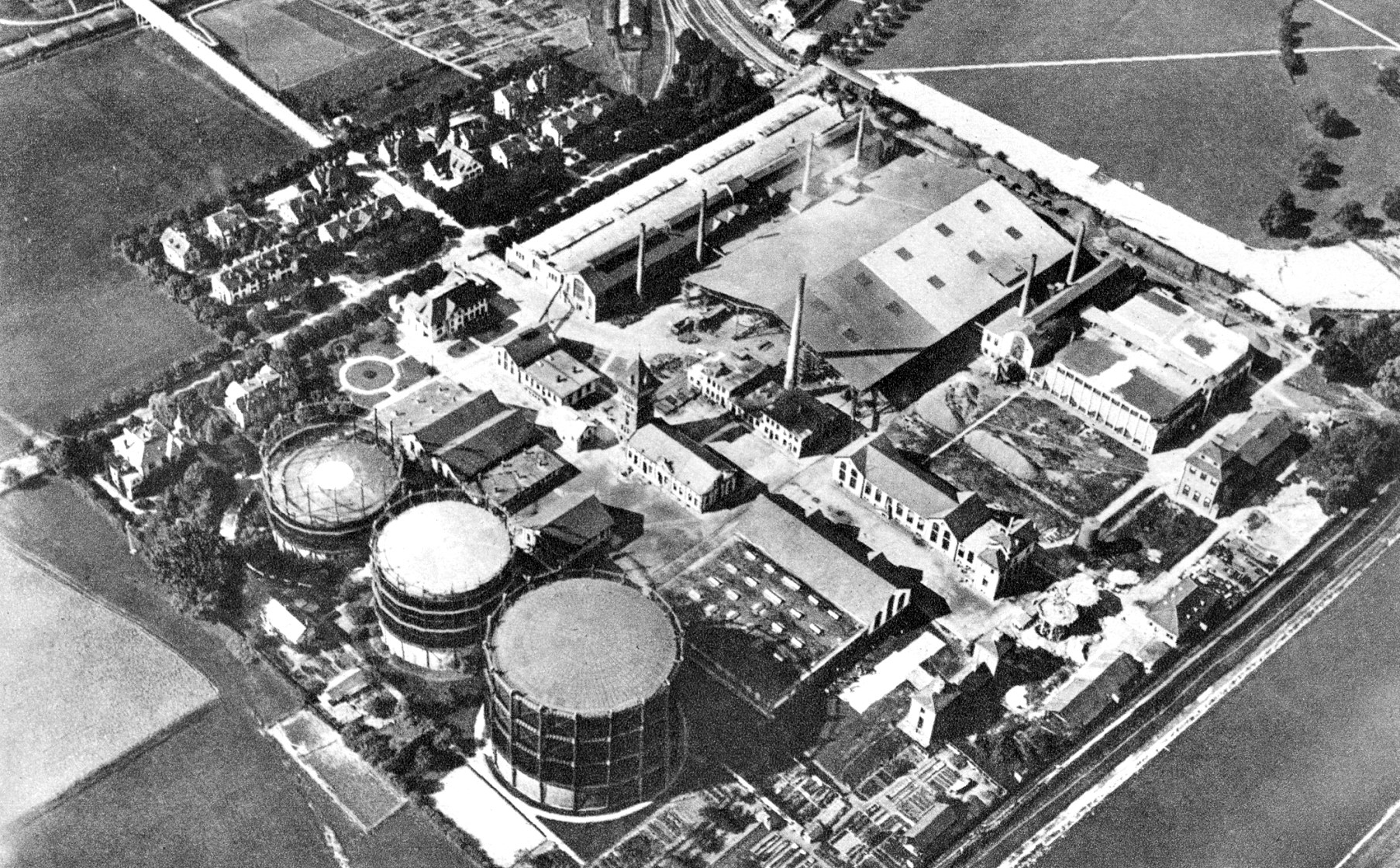
Gaswerk Schlieren vor dem Umbau 1928

Die bestehenden drei Gaswerke konnten den Gasbedarf der Stadt nicht länger decken, weshalb der Gemeinderat im Februar 1897 den Neubau eines Gaswerks in Schlieren nahe der westlichen Stadtgrenze für 7,8 Millionen Franken bewilligte. Das neue Werk, für das ein 12 Hektar grosses Gelände erworben wurde, wurde östlich des Bahnhofs Schlieren errichtet und erhielt einen 1,5 km langen Gleisanschluss an die Nordostbahnstrecke Zürich–Baden. Das Ofenhaus wurde für die Produktion von 50'000 Kubikmeter Gas pro Tag ausgelegt, mit der Möglichkeit, die Kapazität durch den Bau eines zweiten Ofenhauses auf insgesamt 100'000 Kubikmeter zu erweitern. Im Ofenhaus standen vier Batterien mit jeweils acht Öfen, wobei jeder Ofen aus neun Schrägretorten mit einer Länge von 3,5 Metern bestand.
Der neben dem Ofenhaus erstellte Kohlenschuppen hatte eine Lagerkapazität von knapp 14'000 Tonnen Kohle. Die Magazinierung erfolgte weitgehend automatisch: Die mit offenen Güterwagen angelieferte Kohle wurde in einen Trichter geleitet. Der Inhalt des Trichters konnte am unteren Ende in einen 0,8 m³ grossen Kübel abgelassen werden. Dieser Kübel wurde von einem elektrisch angetriebenen Aufzug, dem sogenannten Hunt’schen Elevator, angehoben, leicht seitlich verschoben und in einen weiteren Trichter entleert.
Vom Trichter aus wurde die Kohle mit einer Hunt’schen automatischen Bahn in den Kohlenschuppen befördert. Auf der Bahn lief ein Sattelbodenwagen mit einem Volumen von 1,5 m³. Dieser Wagen bewegte sich auf einer schiefen Ebene mit einem Gefälle von etwa 3 % in Richtung Absturzstelle, wurde jedoch durch ein Gegengewicht an einem Drahtseil abgebremst. An der Entladestelle öffnete eine am Gleis befestigte Auslöseknagge die Seitenwände des Wagens, sodass die Kohle in das darunterliegende Magazinabteil stürzte.
Drei gleiche Anlagen waren nebeneinander installiert und konnten gemeinsam etwa 90 Tonnen Kohle pro Stunde entladen. Sie wurden von Julius Pohlig aus Köln geliefert, der später für seinen Seilbahnbau bekannt wurde.

### Erweiterung 1903 bis 1909
Die 1896 erstellte Prognose über den Anstieg des Gasverbrauchs in den kommenden Jahren war völlig falsch. Zwischen 1899 und 1909 nahm die Bevölkerung jährlich um 3,5 % zu, der Gasverbrauch aber jährlich um knapp 40 %. Bereits 1903 wurden das Apparatehaus II und das Reinigungshaus II gebaut, weil die entsprechenden Anlagen von 1898 bei Vollbetrieb des Ofenhauses das produzierte Gasvolumen nicht mehr verarbeiten konnten.
1904 wurden anstelle des geplanten zweiten Ofenhauses im bestehenden Ofenhaus zwei Ofenbatterien durch Dessauer Vertikalöfen ersetzt. Jede der neuen Batterien bestand aus zehn vier Meter langen Retorten. Da die zwei Gasometer mit einem Fassungsvermögen von jeweils 25'000 Kubikmetern nicht mehr ausreichten, wurde 1908 ein dritter Gasometer mit einem Inhalt von 50'000 Kubikmetern errichtet.

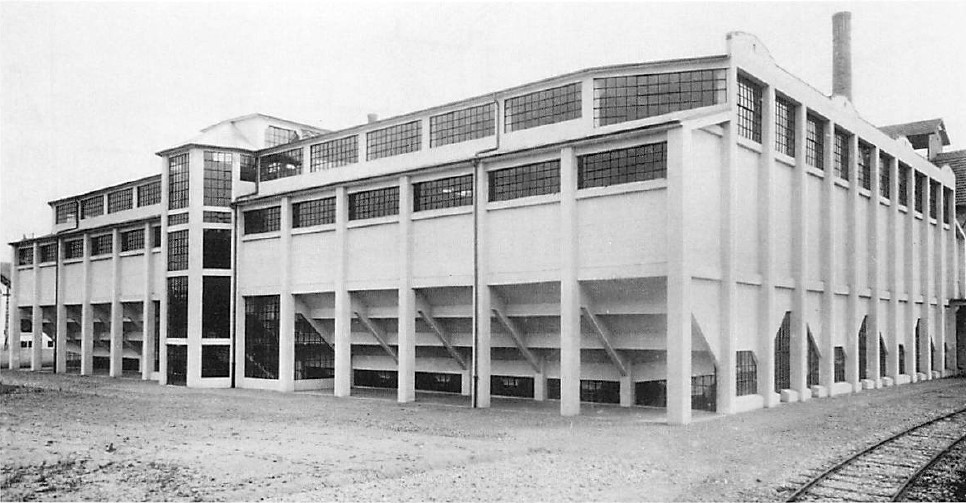
Kohlesilo II (Baujahr 1908)

Der 1909 fertiggestellte 3'000 Tonnen Kohle fassende Kohlensilo II war einer der ersten unverkleideten Stahlbetonbauten Europas und fand deshalb international Beachtung. Planer waren die Gebrüder Rank in München, den Bau führte Eduard Züblin aus.
Im Jahre 1906 fertigte Eduard Spelterini Luftbilder von Zürich an, auf denen auch das Gaswerk Schlieren klar zu erkennen war. Diese Aufnahmen zeigte er vom 16. bis 20. Oktober bei Vorträgen in Wien.
Während des Internationalen Wettfliegens zu Zürich (Gordon-Bennett-Cup) Anfang Oktober 1909 war beim Gaswerk Schlieren ein Füllplatz für Luftschiffe eingerichtet. Die Befüllung war dank des hohen Gasbehälterdrucks ohne zusätzliche Einrichtungen möglich. Für die Befüllung der Ballone innerhalb von 2–3 Stunden wurde eine Gasmenge von rund 14'000 m³ benötigt. Später diente das Gaswerk auch als Startplatz für Ballone, so etwa am 8. Februar 1913 für Robert Liefmanns Bodensee.
1912 und 1916 wurden im Ofenhaus die beiden verbleibenden Ofenbatterien mit Schrägretorten ebenfalls durch Dessauer Vertikalöfen ersetzt. Das Gaswerk war nun in der Lage, täglich 150'000 Kubikmeter Gas zu produzieren, und im selben Jahr betrug die maximale tägliche Abgabe sogar 156'000 Kubikmeter. Allerdings ging die Gasabgabe in den letzten Jahren des Ersten Weltkriegs stark zurück, was dazu führte, dass die geplante Erweiterung des Gaswerks um zehn Jahre verschoben werden konnte.

### Erster Weltkrieg
Ab Frühjahr 1917 gab es immer weniger Kohlenlieferungen aus Deutschland, sodass das Gaswerk auf Ersatzbrennstoffe angewiesen war. Es wurde auf in der Schweiz abgebaute minderwertige Braunkohle und Schieferkohle ausgewichen, während auch Holz und Torf als mögliche Brennstoffe in Betracht gezogen wurden. In diesem Zusammenhang beteiligte sich das Gaswerk an der Schweizerischen Torfgenossenschaft und erwarb ein eigenes Torfgebiet im Rifferswilermoos.⊙ 1918 bis 1920 bezog das Gaswerk 28'400 t Torf von inländischen Torffeldern. Davon wurden 10'700 t von der Torfgenossenschaft, 7000 t aus dem eigenen Torffeld im Rifferswilermoos, 5000 t vom Zugerberg, 2200 t aus dem Entlebuch und der Rest von verschiedenen anderen Orten bezogen.
Ende des Ersten Weltkrieges genehmigte die Stadt im September 1918 einen Kredit in Höhe von 570'000 Franken für den Bau einer Obstdörranlage im Gaswerk, die täglich bis zu 20 Tonnen Grüngut dörren konnte. Die Anlage wurde mit einem Abhitzekessel betrieben und trug zur Bekämpfung der Nahrungsmittelknappheit bei. Sie befand sich in einem eigenen Gebäude, das über einen Keller mit 16 Dörrkammern mit einer Gesamtfläche für Dörrgut von 960 m² verfügte. Im Erdgeschoss konnten Früchte und Gemüse an einer Rampe aus den Bahnwagen entladen und für den Dörrprozess vorbereitet werden, bevor sie durch Schächte in den Keller abgeworfen wurden. Der Dachboden diente der Lagerung der getrockneten Ware, die über einen Aufzug an der Ostseite direkt aus dem Keller dorthin befördert wurde. Da sich die Ernährungslage 1919 verbesserte, wurde der Betrieb der Dörranlage bereits 1920 wieder eingestellt und das Gebäude als Lagerhalle vermietet.
Nach dem Ersten Weltkrieg stieg der Gasverbrauch wieder an, sodass eine Erweiterung des Gaswerks notwendig wurde, die die Stimmbürger im Herbst 1927 genehmigten. Sie wurde von 1928 bis 1933 ausgeführt und erlaubte, die Tagesabgabe auf 250'000 Kubikmeter zu steigern. Mit der Einführung von Horizontalkammeröfen war es zudem möglich, hochwertigen Koks zu produzieren. 1936 wurde ein vierter Gasometer mit einem Fassungsvermögen von 100'000 m³ errichtet. Während der Wirtschaftskrise stagnierte der Gasabsatz, der jährlich zwischen 55 Millionen und 57 Millionen m³ lag.

### Zweiter Weltkrieg und Nachkriegsjahre

Gaswerk Schlieren (1963)

Die vier Gasometer des Gaswerks, vor dem rechten Gasometer von 1936 die Nassentschwefelungsanlage links und die Entgiftungsanlage rechts (1965)

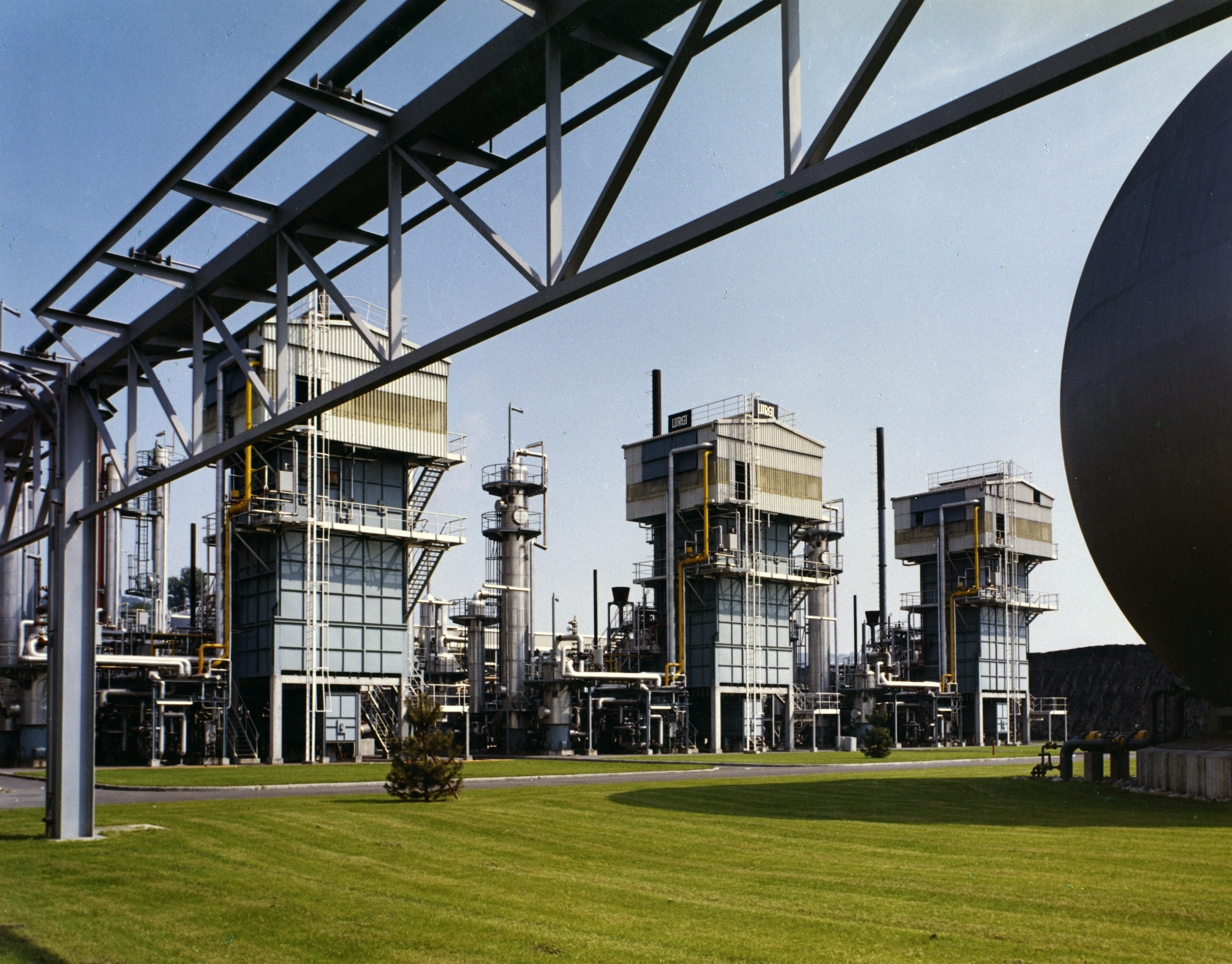
Erdgas- und Leichtbenzinspaltanlage (1970)

Während des Zweiten Weltkriegs kam es erneut zu einem Brennstoffmangel. Ab 1942 stockte die Kohlenzufuhr, wodurch auf Holzvergasung ausgewichen werden musste. Zu diesem Zweck wurde eine Holzaufbereitungsanlage eingerichtet, die ab März 1942 täglich 40 bis 60 Tonnen Gasholz produzierte. Für den Betrieb dieser höchst unwirtschaftlichen Anlage waren zusätzlich 130 bis 150 Hilfsarbeiter erforderlich. Der Betrieb konnte erst im Februar 1948 eingestellt werden, als wieder ausreichende Mengen Kohle aus dem Ausland eintrafen.
Auch während des Zweiten Weltkriegs betrieb das Gaswerk Obstdörranlagen. 1941 wurde im alten Kohlenmagazin eine Dörranlage eingerichtet, 1943 wurden zwei weitere eingebaut. Diese Anlagen, die mit Dampf aus einem Abhitzekessel betrieben wurden, waren jeweils im Herbst über einen Zeitraum von drei Monaten in Betrieb und verarbeiteten pro Saison 80 bis 120 Tonnen Grüngut, das von den Kunden vorgerüstet angeliefert und anschliessend wieder abgeholt wurde. Nach dem Krieg gab es Dörrgutspendeaktionen für das Rote Kreuz und zur Unterstützung notleidender Bevölkerung im Ausland. Der Betrieb der Dörranlagen wurde 1969 eingestellt.
Nach dem Krieg wurde die Gasproduktion rationalisiert und die Gasqualität verbessert. Die 1965 in Betrieb genommene Nassentschwefelungsanlage vereinfachte den Entschwefelungsprozess, während die gleichzeitig installierte Gasentgiftungsanlage den Kohlenmonoxidgehalt von 10 bis 15 % auf 2 % reduzierte. 1966 wurde der Gasverbund Ostschweiz (GVO) gegründet, heute Erdgas Ostschweiz, der ein regionales Ferngasnetz aufbaute, das von Schlieren aus versorgt wurde.
Das Ferngasleitungsnetz wurde ab 1969 zusätzlich zum in Schlieren hergestellten Kohlengas über eine Spaltanlage versorgt, die aus Leichtbenzin und Erdgas entgiftetes Gas mit gleichem Heizwert wie das Kohlengas herstellte. Diese Lösung war übergangsweise in Betrieb, bis das gesamte Netzwerk zwischen 1972 und 1974 von Kohlengas auf Erdgas umgestellt wurde. Die Kohlengasproduktion in Schlieren wurde schliesslich im Mai 1974 eingestellt.

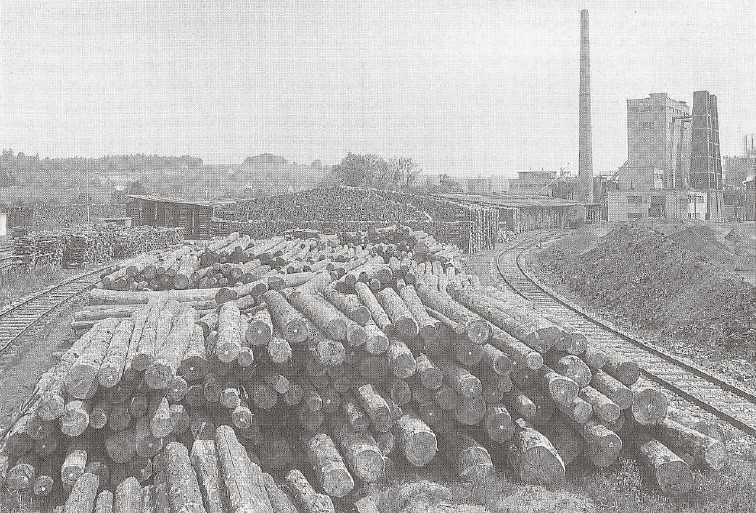
Holzlager während des Zweiten Weltkriegs
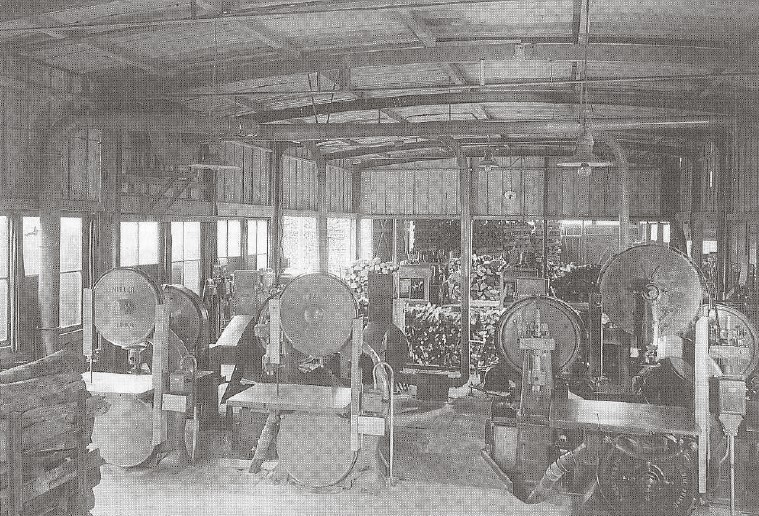
Holzaufbereitung für die Holzvergasung

## Betrieb

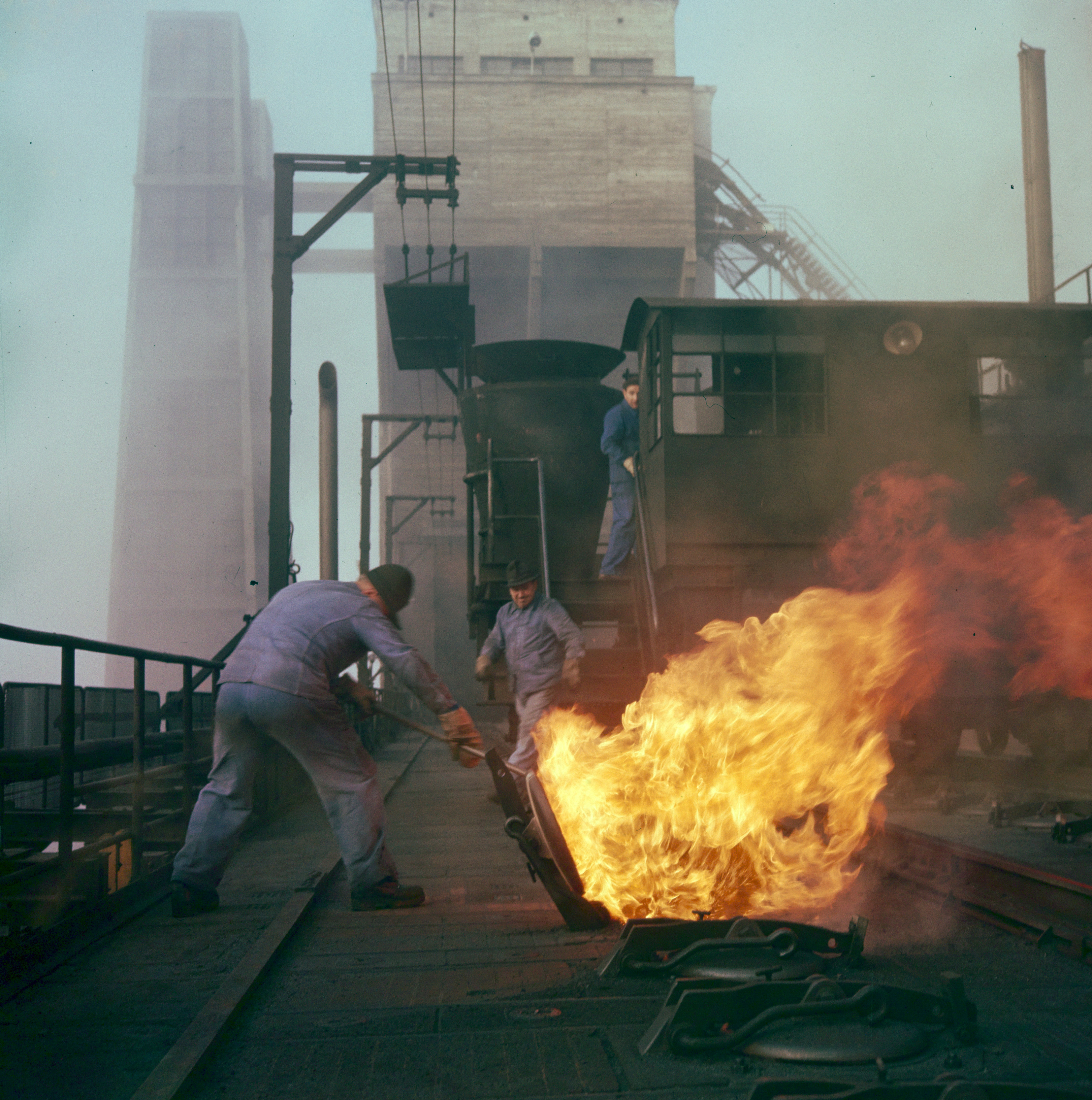
Gaswerk Zürich, Kammerofendecke mit Füllwagen. Arbeiter beim Abdecken eines Fülllochs. Im Hintergrund Kohlensilo mit aufgebautem Wasserreservoir, links die Löschturme der Koksaufbereitung.

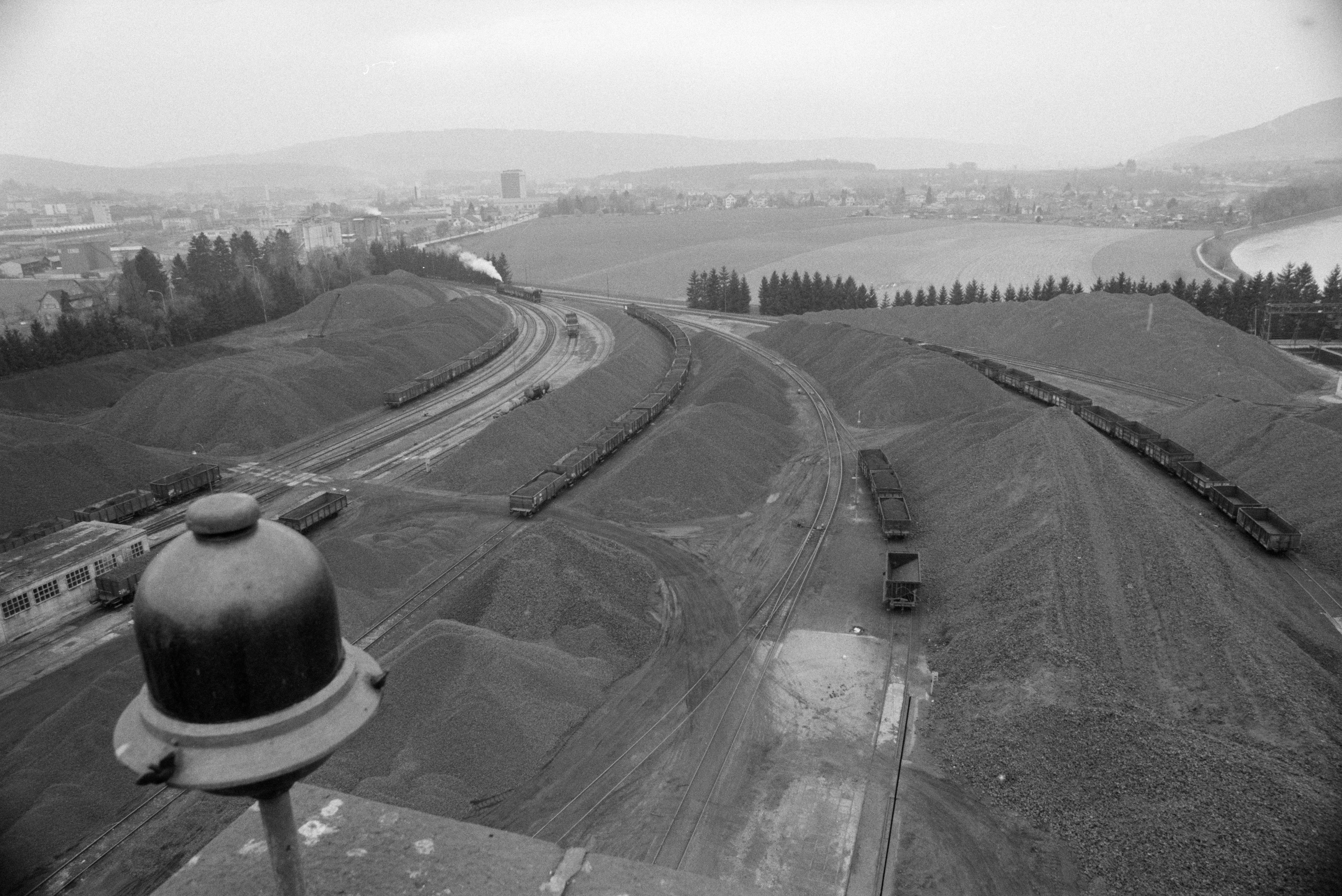
Kohlenlager bei der Ankunft des letzten Kohlenzuges 1974

Das Gaswerk von 1933 verarbeitete täglich zwischen 400 und 500 Tonnen Kohle, die per Bahn angeliefert wurde. Für das Entleeren der Waggons stand ein Wagenkipper zur Verfügung.
In den 1930er Jahren stammte etwa die Hälfte der verwendeten Kohle aus dem rheinisch-westfälischen Kohlenrevier, ein Viertel aus dem Saargebiet und der Rest aus England aus dem County Durham südlich von Newcastle upon Tyne. Die Kohle aus dem Saargebiet wurde direkt per Bahn angeliefert, während andere Kohlen über die Rheinschifffahrt nach Basel transportiert und von dort mit der Bahn ins Gaswerk gebracht wurden. Das Gaswerk hielt stets einen Vorrat von 30'000 bis 40'000 Tonnen Kohle auf seinem Gelände.
Die Kohle wurde zunächst zerkleinert und gemischt, bevor sie im Kohlensilo zwischengelagert wurde. Über den unteren Auslauf des Kohlensilos konnte der elektrisch angetriebene Füllwagen, der auf der Kammerofendecke fuhr, mit Kohle beladen werden. Er transportierte die Kohle zu einem der 63 Kammeröfen, die in sieben Blöcken angeordnet waren, und befüllte dessen drei Fülllöcher.
Im Kammerofen wurde die Kohle unter Luftabschluss erhitzt, sodass das Gas begann, aus dem Ofen abzuziehen. In diesem Rohgas waren noch verschiedene dampfförmige Verunreinigungen wie Teer und Ammoniakwasser enthalten. Es wurde vom Ofen durch eine Vorlage in eine Sammelleitung zur Kühlanlage geführt und danach in die Apparateanlage, wo Verunreinigungen abgeschieden wurden, bevor es entweder ins Verteilnetz oder in die Gasbehälter gelangte.
Nachdem die Kohlenladung nach 16 bis 24 Stunden vollständig entgast war, wurden die Türen an der Stirnseite des Schachtofens mithilfe einer Türhebemaschine geöffnet, und der Koks wurde durch eine Ausstossmaschine aus der Ofenkammer in den Kokstransportwagen gedrückt. Dieser transportierte den Koks dann zur Kühlanlage, wo die Wärme des glühenden Koks verwendet wurde, um einen Wasserrohrkessel zu beheizen. Nach etwa einer Stunde war der Koks auf etwa 300 °C abgekühlt und wurde der Koksaufbereitung zugeführt, wo die etwa kopfgrossen Stücke auf die handelsüblichen Korngrössen verkleinert wurden. Anschliessend wurde der Koks entweder direkt in die offenen Güterwagen der Bahn verladen, in der Kokshalle zwischengelagert oder zur Beheizung der Kammeröfen genutzt.
Eine um 1920 eingeführte Kokslöschung System Sulzer ermöglichte eine erhebliche Energieeinsparung durch Wärmerückgewinnung bei der Abkühlung.
Die im Apparatehaus abgeschiedenen Verunreinigungen des Rohgases wurden aufbereitet. Der aus dem Teerscheider anfallende Steinkohlenteer wurde entweder als unbehandelter Rohteer verkauft oder zu Carbolineum, Steinkohlenpech oder für den Strassenbau aufgearbeitet. Ein Teil des aus dem Ammoniakwascher anfallenden Ammoniakwassers, auch Salmiakgeist genannt, wurde im Gaswerk als Vorlage für das aus den Kammeröfen abziehende Rohgas verwendet, während der Rest für den Handel aufbereitet wurde. Der aus der Gasreinigung anfallende Schwefel wurde zu Ammoniumsulfat verarbeitet, das als Kunstdünger verwendet wurde, oder konzentriert und als Rohstoff an die Sodafabrik geliefert, um Waschsoda nach dem Solvay-Verfahren herzustellen. Das Benzol, das in der Benzolgewinnungsanlage produziert wurde, fand Verwendung sowohl als Treibstoff oder auch als Ausgangsstoff in der chemischen Industrie.

## Bahnbetrieb

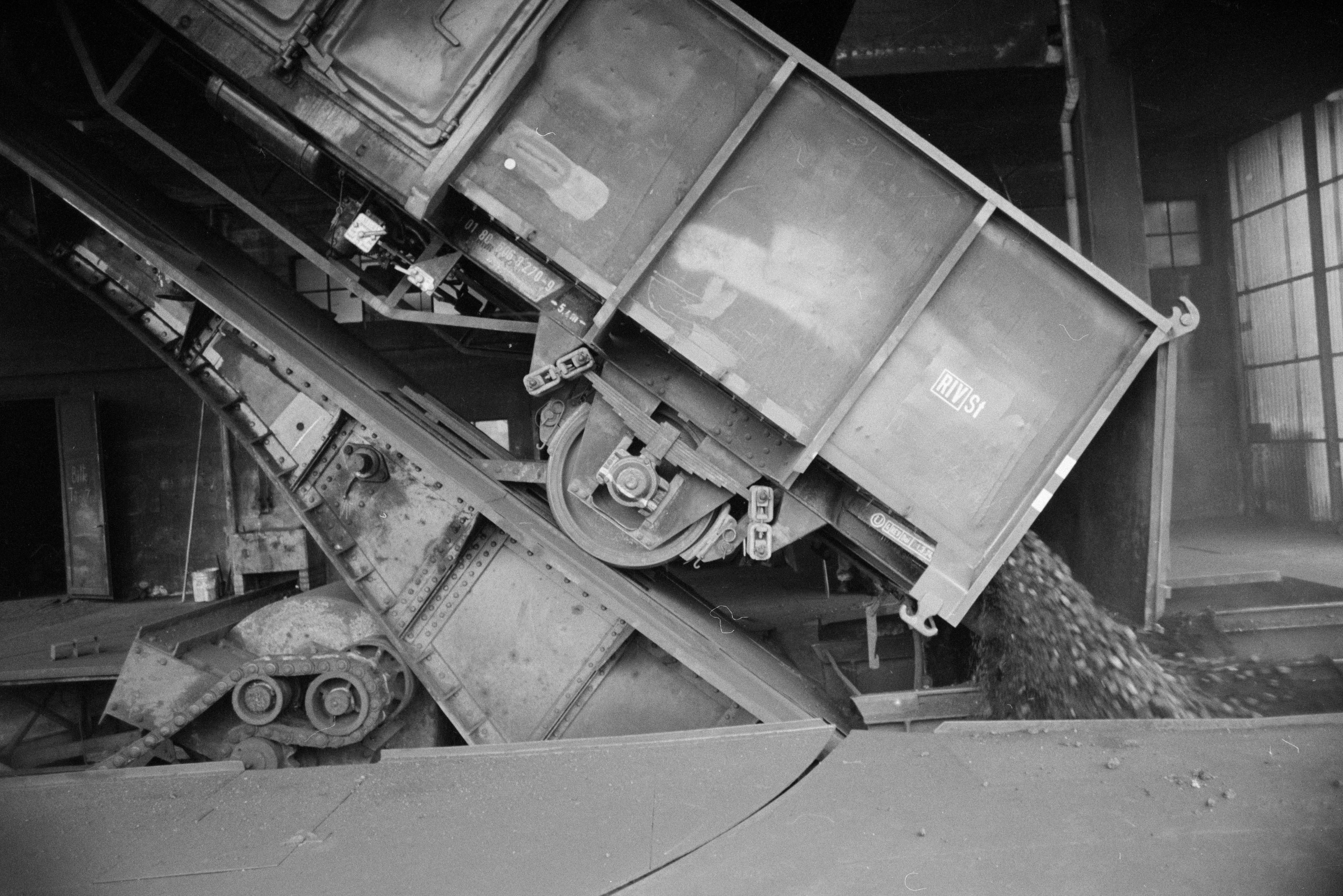
Entleeren eines Kohlenwagens auf dem Wagenkipper

Für den innerbetrieblichen Verkehr besass das Gaswerk bis zu vier Triebfahrzeuge. Alle Fahrzeuge trugen als Bezeichnung der Bahngesellschaft die Initialen GWZ für Gaswerk der Stadt Zürich. Sie dienten zum Rangieren der 40 bis 60 Kohlenwagen, die täglich im Gaswerk eintrafen und mit einem Wagenkipper entleert wurden.
Die erste eingesetzte Lokomotive war die 1898 gebaute E 2/2 1 von Krauss aus München. Ihr folgte im Jahr 1905 die E 3/3 2, vom gleichen Hersteller, sowie 1908 die E 3/3 3 von der SLM – eine der wenigen Tigerli, die direkt an eine Industriebahn geliefert wurden.
1932 wurden die ersten beiden Lokomotiven durch neue ersetzt. Die E 2/2 1 wurde durch eine feuerlose Dampflokomotive T 2/2 1 von SLM ersetzt und an die Schweizerische Wagons- und Aufzügefabrik in Schlieren verkauft. Die E 3/3 2 wurde von der SMB Ed 3/4 2 abgelöst und an das Kieswerk Hardwald in Dietikon verkauft. Allerdings wurde die Ed 3/4 bereits 1946 nach dem Krieg durch die E 3/3 8435 der SBB ersetzt und an die Ems-Chemie verkauft.
1964 erwarb das Gaswerk von Henschel eine dreiachsige dieselhydraulische Lokomotive des Typs DH 500 Ca ex, die die Nummer 4 erhielt. Im darauffolgenden Jahr wurde die von den SBB übernommene E 3/3 ausrangiert und abgebrochen, 1970 wurde auch die feuerlose Dampflokomotive abgebrochen. Nach Einstellung des Gaswerksbetriebs gelangte die Diesellokomotive 1983 zur Gleisgenossenschaft Ristet-Bergermoos in Birmensdorf, während die E 3/3 3 1996 an das Unternehmen Swisstrain verkauft wurde, das die Lokomotive 2007 in Le Locle abstellte.
Über einen zweiachsigen Benzintraktor von RACO, der 1930 als Fahrzeug mit der Nummer 4 an das Gaswerk geliefert wurde, ist wenig bekannt, ausser dass er nach dem Zweiten Weltkrieg an die Papierfabrik in Locarno verkauft wurde.

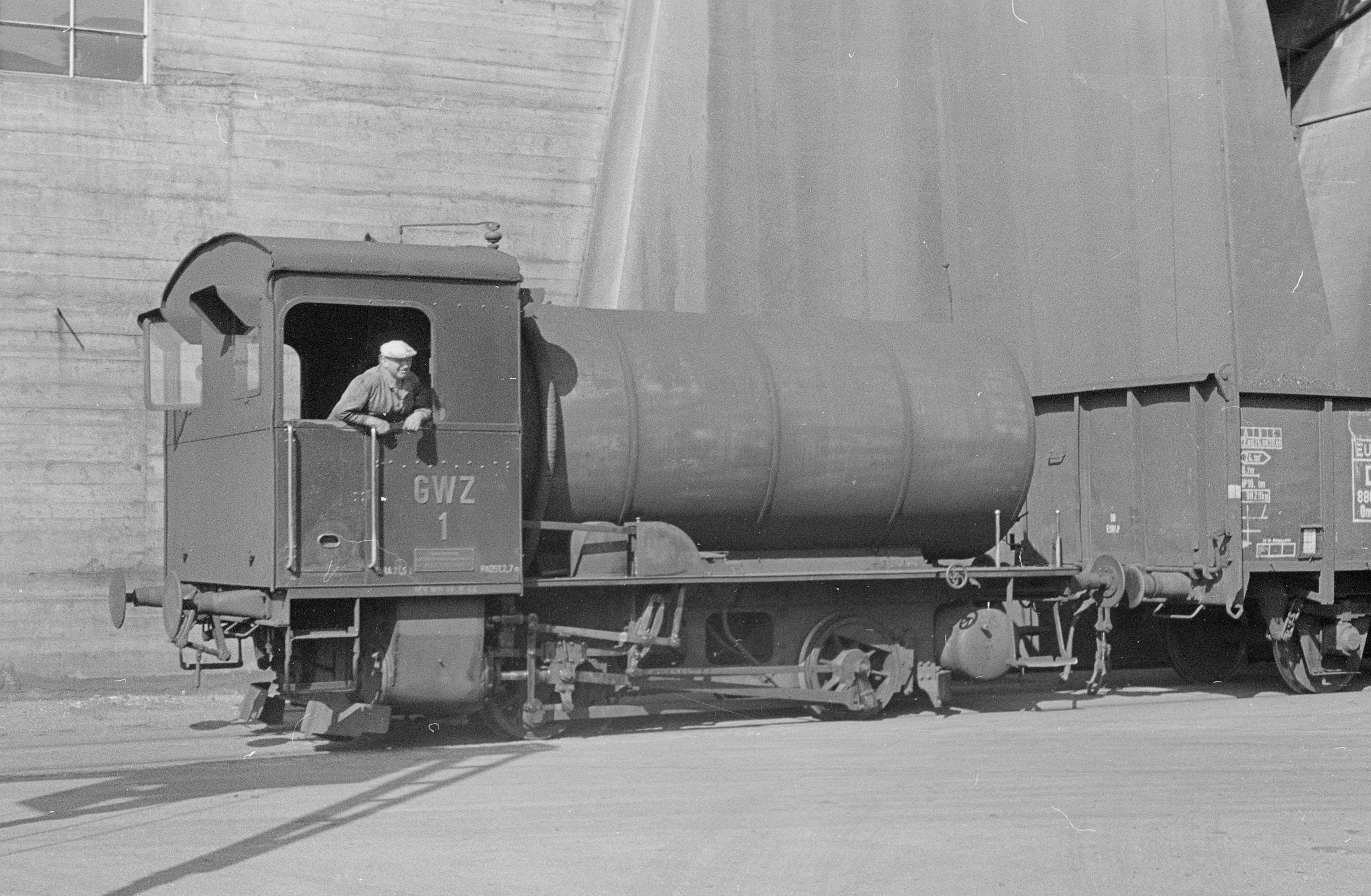
Dampfspeicherlokomotive T 2/2 1^{II}
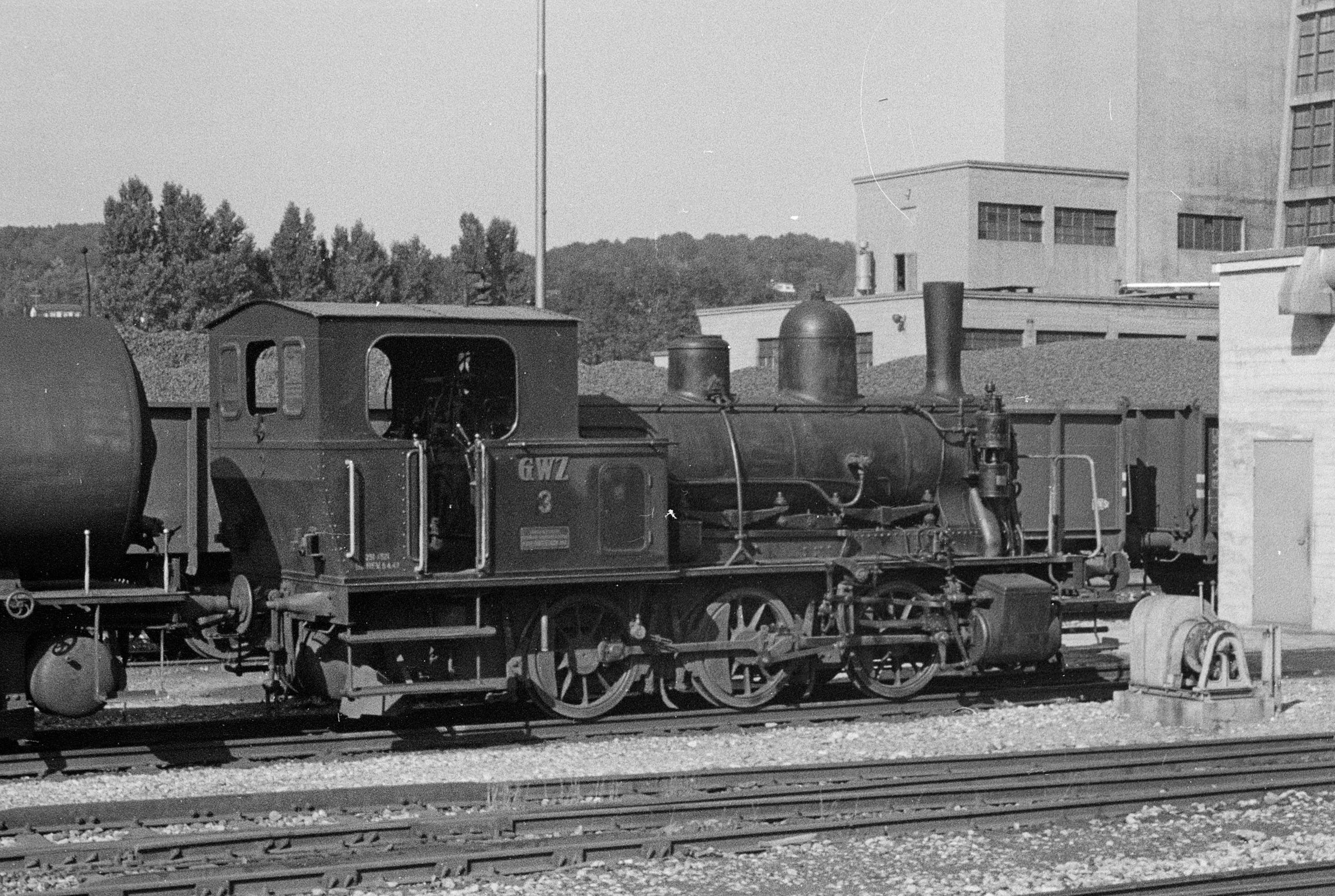
E 3/3 3

| Bezeichnung | Hersteller | Baujahr | Fabriknummer | Herkunft                                                                                                   | Verbleib                                                                                                  |
| ----------- | ---------- | ------- | ------------ | --- | --- |
| E 2/2 1     | Krauss     | 1898    | 3775         | ab Werk gelieferte 100-PS-Lokomotive mit Koksfeuerung                                                      | 1909 oder 1910 an Schweizerische Wagons- und Aufzügefabrik (SWS) in Schlieren                             |
| E 3/3 2     | Krauss     | 1905    | 5331         | ab Werk geliefert                                                                                          | 1932 an Kieswerk Hardwald in Dietikon                                                                     |
| E 3/3 3     | SLM        | 1908    | 1902         | ab Werk geliefert                                                                                          | 1996 an Swisstrain, 2007 in Le Locle abgestellt                                                           |
| T 2/2 1II   | SLM        | 1932    | 3566         | ab Werk gelieferte Dampfspeicherlokomotive                                                                 | 1970 abgebrochen                                                                                          |
| Ed 3/4 2II  | SLM        | 1907    | 1799         | 1932 von der Solothurn-Münster-Bahn (SMB) übernommen                                                       | 1946 an Ems-Chemie, 1973 an Dampflokfreunde Langenthal, heute Verein Historische Eisenbahn Emmental (VHE) |
| E 3/3 2III  | SLM        | 1901    | 1400         | an die Jura-Simplon-Bahn als F3 861 geliefert, 1903 an die SBB als E 3/3 8435, 1947 vom Gaswerk übernommen | 1965 abgebrochen                                                                                          |
| Tm          | RACO       | 1930    | 11           | ab Werk geliefert                                                                                          | an Papierfabrik Cartiere di Locarno in Tenero                                                             |
| Em 3/3 4    | Henschel   | 1964    | 31079        | ab Werk geliefert                                                                                          | 1983 an die Gleis-Genossenschaft Ristet-Bergermoos in Birmensdorf als Nr. 2 Marianne                      |

- Dampfspeicherlokomotive T 2/2 1II
- E 3/3 3

## Wohnsiedlung des Gaswerks
Zum Gaswerk gehörte eine Siedlung für Arbeiter und Beamte, die 1900 und 1901 nach den Plänen von Arnold Geiser, dem Zürcher Stadtbaumeister, errichtet wurde. Nördlich der Bernerstrasse befindet sich das Wohn- und Verwaltungsgebäude, auch bekannt als Direktorenvilla. Westlich davon steht ein Angestelltenwohnhaus mit zwei Wohnungen für den Gasmeister.
Südlich der Bernerstrasse liegt die Arbeitersiedlung, die aus sieben Doppelhäusern, zwei Mehrfamilienhäusern mit jeweils acht Wohnungen sowie zwei Wach- und Badehäusern und einem Laufbrunnen besteht. Insgesamt standen 38 Wohnungen für die Arbeiter zur Verfügung. Mit dem Ausbau des Gaswerks 1908 wurde auch die Wohnsiedlung erweitert. Hierbei entstanden ein zusätzliches Doppelwohnhaus sowie ein Wohlfahrtsgebäude, das die Wirtschaft des Gaswerks mit einer Arbeiterstube, einer Beamtenstube, einem Arbeiterlesesaal mit Bibliothek, einem Konsum und einer Wirtewohnung umfasste. 1910 wurde an dieses Gebäude eine Kegelbahn angebaut. Im gleichen Jahr entstand westlich der Arbeitersiedlung an der Industriestrasse eine Siedlung für Beamte und Angestellte mit vier Doppelhäusern.

## Erhaltene Gebäude und Anlagenteile
Vom Gaswerk sind mehrere Industriebauten und die Wohnbauten der Werkssiedlung erhalten geblieben, die ins Inventar der Denkmalschutzobjekte von überkommunaler Bedeutung aufgenommen wurden, darunter auch der Gasometer Nr. 1 von 1899. In der Kraftzentrale befinden sich zudem eine betriebsfähige Dampfdynamogruppe und das Gasi-Museum, das der Geschichte des Zürcher Gaswerks gewidmet ist.

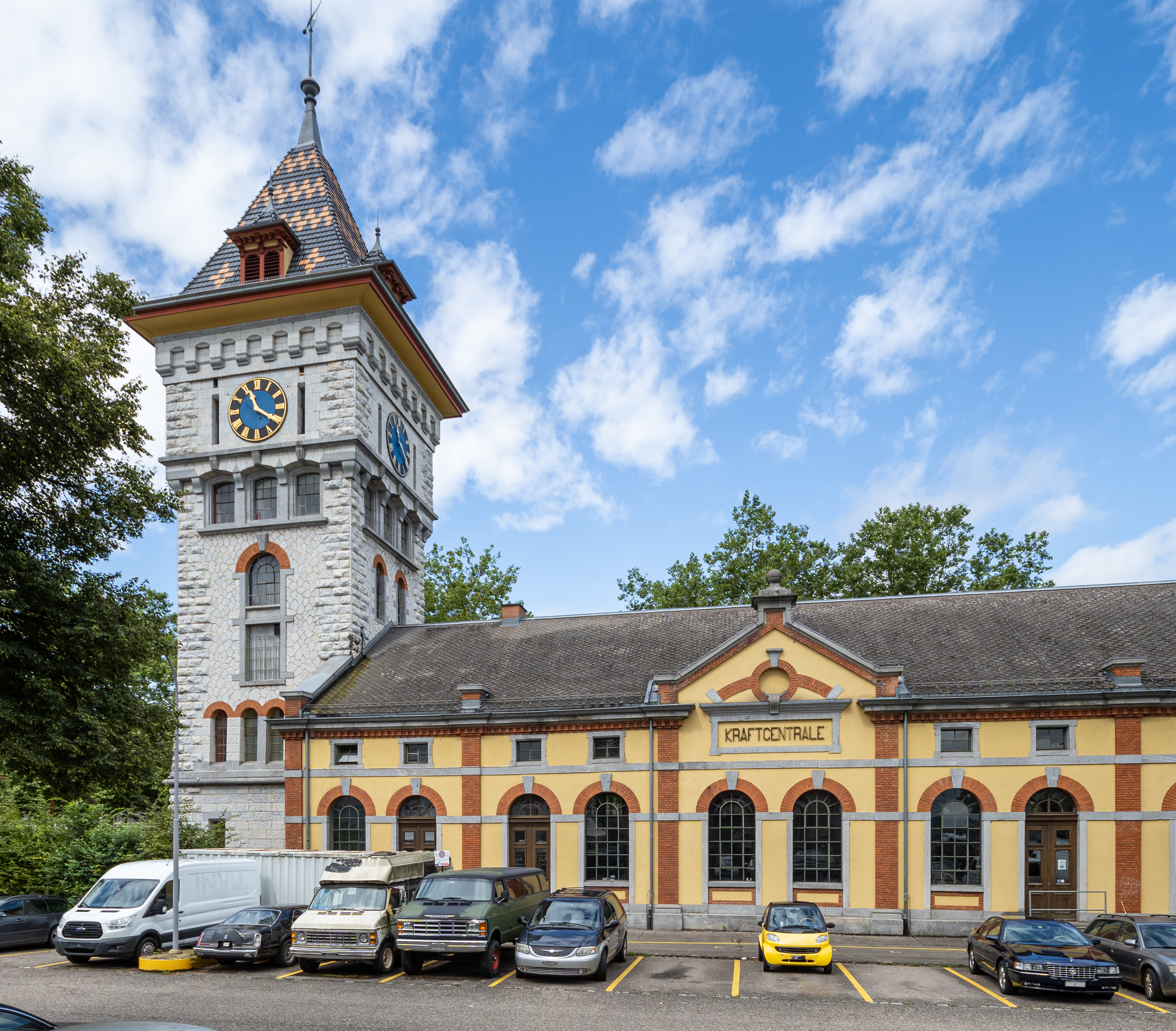
Kraftzentrale und Wasserturm
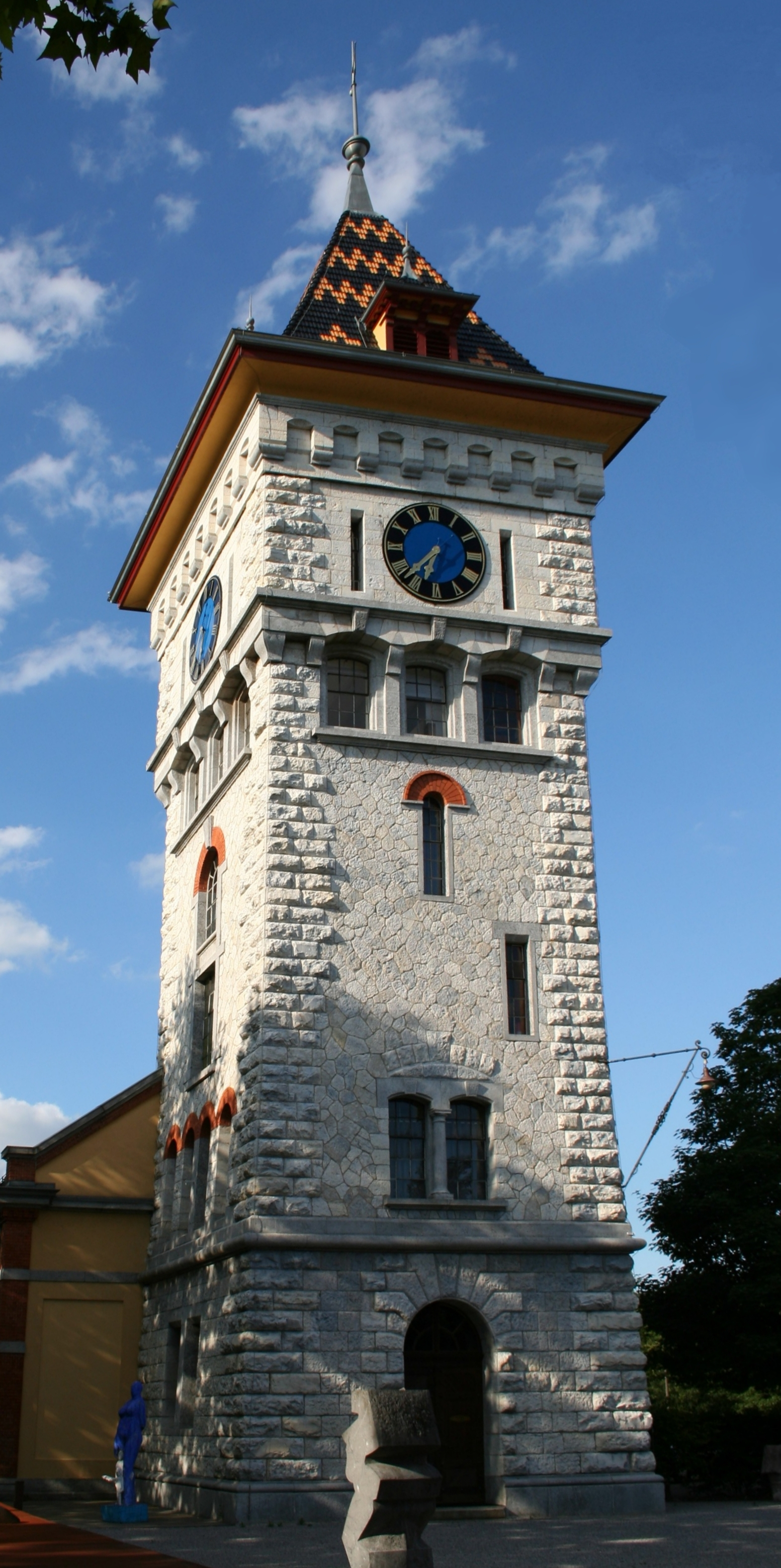
Wasserturm, auch Gasi-Turm genannt
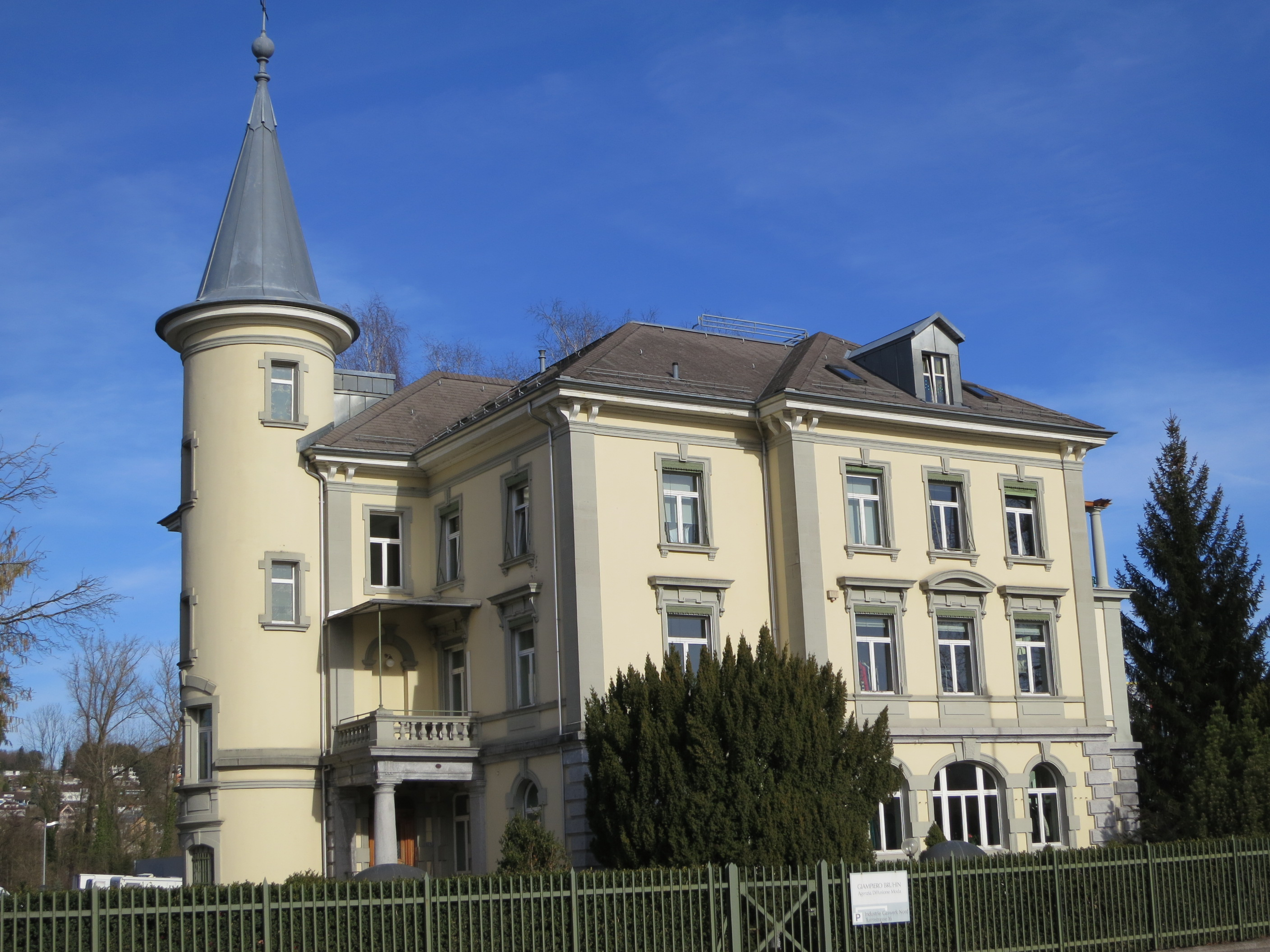
Wohn- und Verwaltungsgebäude, sogenannte Direktorenvilla. Architekt: Arnold Geiser
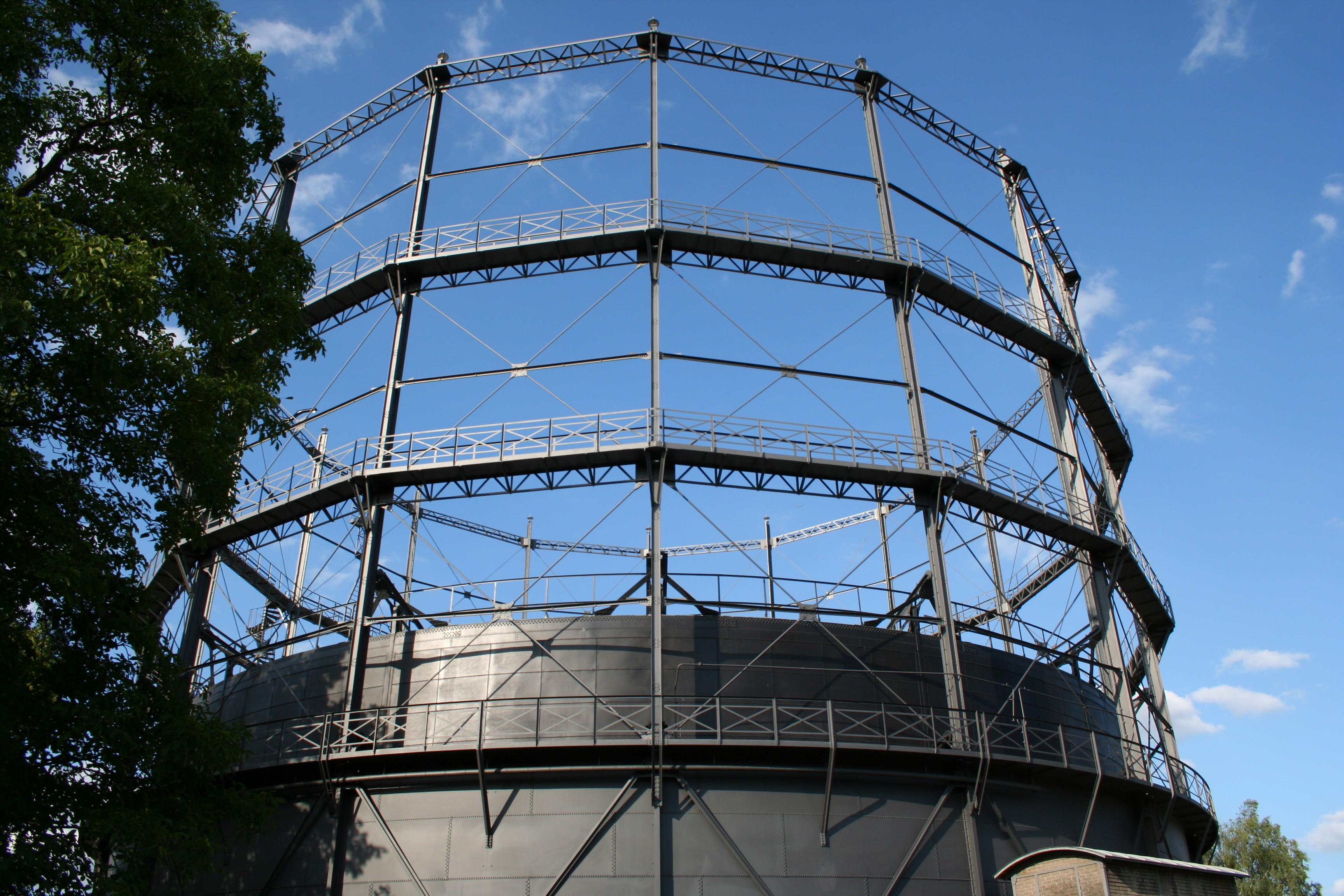
Gasometer Nr. 1

### Architektur
Die Direktorenvilla ist in romantisierender Schlossarchitektur gestaltet und lehnt sich an den Stil der Villen in der Privatindustrie an. Die Gebäude der ersten Ausbauphase des Gaswerks lehnen sich an die zweifarbige Sichtbacksteinarchitektur an, die nach der Landesausstellung 1883 in Zürich einsetzte. Die Architektur des Ausbaus von 1910 orientiert sich an der Heimatschutzarchitektur.

### Dampfmaschine
In der Kraftzentrale steht eine von Sulzer im Jahre 1904 gelieferte 300-PS-Dampfmaschine, die einen Generator der Maschinenfabrik Oerlikon antreibt, wobei dessen Läufer gleichzeitig als Schwungrad der Dampfmaschine dient. Die Dampfmaschine ist als Tandem-Heissdampf-Verbundmaschine ausgeführt und ist zur präzisen Drehzahlregelung mit einer Sulzer-Ventilsteuerung, einer Ausklinksteuerung, versehen. Sie wurde bis 1974 kommerziell eingesetzt und betriebsfähig erhalten. Viermal jährlich wird sie vom Technikgeschichtlichen Verein Zürcher Unterland im Betrieb vorgeführt, was den Besuchern die Möglichkeit bietet, die historische Technik in Aktion zu erleben.

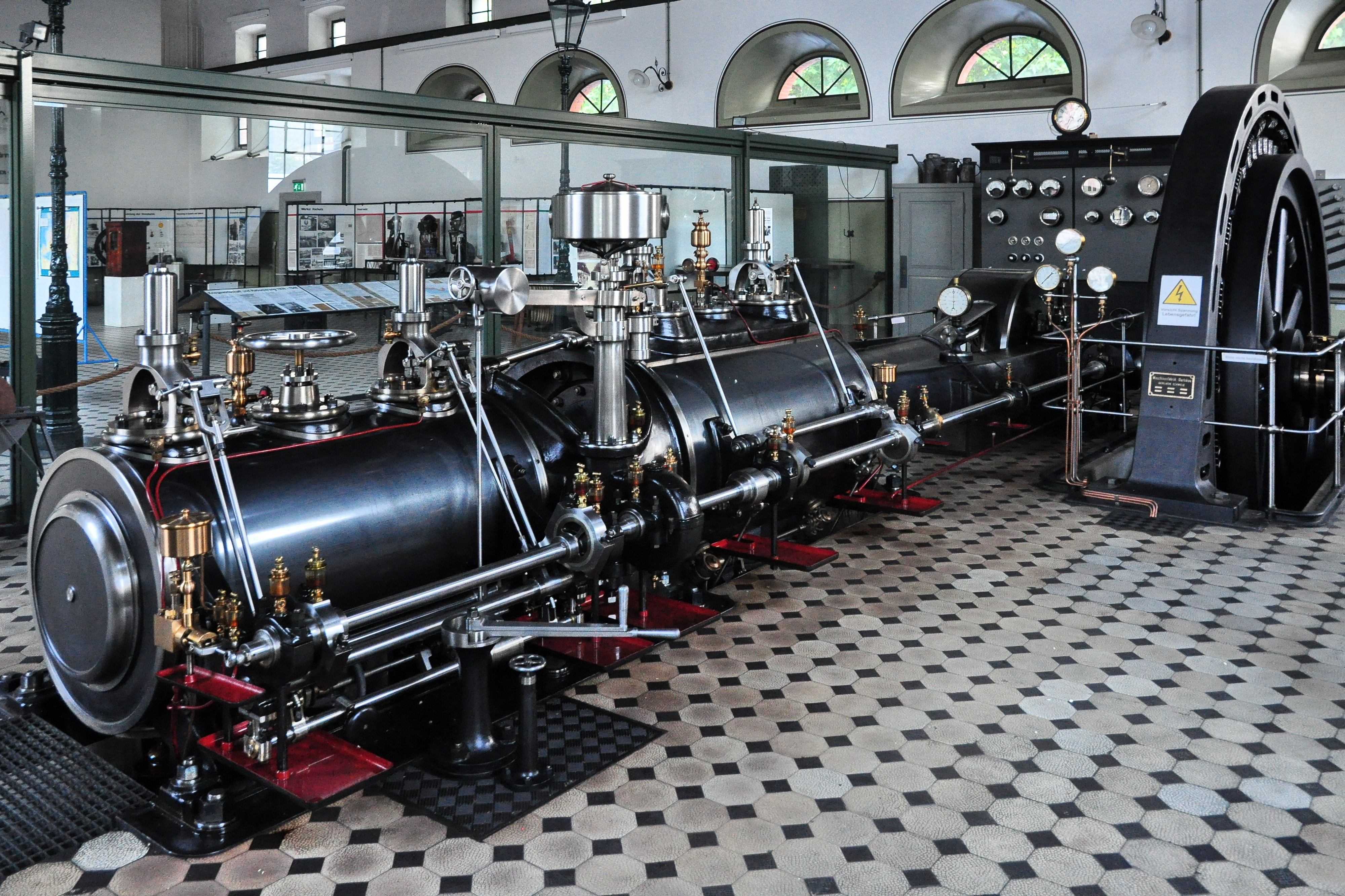
Dampfdynamogruppe in der Kraftzentrale

### Liste der erhaltenen Gebäude des Gaswerks
Legende: Im Wesentlichen siehe Legende der Liste der Kulturgüter von nationaler und regionaler Bedeutung, mit folgenden Ausnahmen:
- Anstelle der KGS-Nummer wird als Objekt-Identifikator (ID) die Inventarnummer im Verzeichnis der Objekte von überkommunaler Bedeutung des kantonalen Denkmalschutzamtes verwendet.
- Bei den Kategorien wird wie folgt unterschieden: B kant. = Objekt von kantonaler Bedeutung (Kanton Zürich); B reg. = Objekt von regionaler Bedeutung (Kanton Zürich).